# 2月27日 (旧暦)
旧暦2月27日は旧暦2月の27日目である。六曜は仏滅である。

## できごと
- 天武天皇元年（ユリウス暦673年3月20日） - 大海人皇子が即位し第40代・天武天皇に
- 観応元年/正平5年（ユリウス暦1350年4月4日） - 北朝が貞和から観応に改元
- 永和元年/天授元年（ユリウス暦1375年3月29日） - 北朝が応安から永和に改元
- 至徳元年/元中元年（ユリウス暦1384年3月19日） - 甲子革令の為、北朝が永徳から至徳に改元
- 文禄3年（グレゴリオ暦1594年4月17日） - 豊臣秀吉が吉野の花見を開催
- 明暦3年（グレゴリオ暦1657年4月10日） - 徳川光圀が『大日本史』の編纂に着手。完成は250年後の1906年
- 寛保元年（グレゴリオ暦1741年4月12日） - 辛酉革命の為、元文から寛保に改元

## 誕生日
- 寛喜2年（ユリウス暦1230年4月11日） - 北条長時、鎌倉幕府6代執権（+ 1264年）

## 忌日
- 応永32年（ユリウス暦1425年3月17日） - 足利義量、室町幕府5代将軍（* 1407年）